# 中國駐洛杉磯總領事館
中华人民共和国驻洛杉矶总领事馆（英語：Consulate General of the People's Republic of China in Los Angeles），简称中国驻洛杉矶总领事馆，是中华人民共和国派驻美国加利福尼亚州洛杉矶市的最高外交机构。
2024年7月，总领事馆的领区调整为南加州10个县（北加州48个县为驻旧金山领事馆领区）、亚利桑那州、新墨西哥州、犹他州、科罗拉多州、夏威夷州和太平洋岛屿（包括关岛、北马里亚纳群岛和美属萨摩亚）。
中美双方于1987年达成协议，同意在对方国家各自开设第五家领事机构，其中中国在洛杉矶开设总领事馆，美国在武汉开设总领事馆。